# Anomala hymenoptera
Anomala hymenoptera är en skalbaggsart som beskrevs av Ohaus 1916. Anomala hymenoptera ingår i släktet Anomala och familjen Rutelidae. Inga underarter finns listade i Catalogue of Life.